# Lotten Ringius (konstnär)
Charlotta (Lotten) Elisabet Ringius, född 14 maj 1899 i Kungälvs församling, Göteborgs och Bohus län, död 8 augusti 1970 i Jörlanda församling, Göteborgs och Bohus län, var en svensk målare.
Hon var dotter till kyrkoherden Henrik Florus Ringius och Alma Alexandra Beausang samt syster till Magda Ringius. Hon studerade vid Slöjdföreningens skola i Göteborg och vid Kunstgewerbeschule i Halle, Tyskland och under studieresor till Italien. Hennes konst är närmast kulturhistoriskt inriktad; hon ägnade sig speciellt att avbilda kyrkointeriörer och kyrkofigurer som hon målade av i olja. Hennes oljemålning från Solberga kyrka återutgavs i Göteborgs stift i ord och bild 1950. Som illustratör medarbetade hon i tidningen Kyrkan och barnen.